# Ato Boldonstadion
Het Ato Boldon Stadium is een atletiek- en voetbalstadion in Couva, een stad in Trinidad en Tobago. In het stadion kunnen 10.000 toeschouwers. 

## Geschiedenis
Dit stadion is vernoemd naar Ato Boldon, een sprinter uit Trinidad en Tobago. In de jaren negentig behoorde hij tot de wereldtop op de 100 en de 200 m.
Bij het wereldkampioenschap voetbal onder 17 in 2001 was dit stadion een van de gaststadions. Er werden op dat toernooi vier wedstrijden gespeeld in dit stadion. Ook bij het wereldkampioenschap voetbal vrouwen onder 17 in 2010 werden er wedstrijden gespeeld in dit stadion. Er werden negen wedstrijden gespeeld. 